# Kaišiadorys
Kaišiadorys est une ville de l'apskritis de Kaunas, chef-lieu de la municipalité du district de Kaišiadorys, en Lituanie.

## Histoire
En 1862 ouvrait le gare de Kaišiadorys, août 1941, la population juive de la ville et des villages voisins est massacrée lors d'exécutions de masse perpétrées par un einsatzgruppen d'allemands et de nationalistes lituaniens,,.

## Honneur
L'astéroïde (324417) Kaisiadorys est nommé en son honneur.